# Llista de pel·lícules espanyoles del 2008
Llista de pel·lícules produïdes a Espanya el 2008.

## 2008
| 2008                                |                              | |                        |                                                 |
| Los crímenes de Oxford              | Álex de la Iglesia           | Elijah Wood, John Hurt, Leonor Watling | Thriller               |                                                 |
| Los girasoles ciegos                | José Luis Cuerda             | Maribel Verdú, Javier Cámara, Raúl Arévalo, José Ángel Egido, Martiño Rivas | Guerra civil espanyola |                                                 |
| Vicky Cristina Barcelona            | Woody Allen                  | Penélope Cruz, Javier Bardem, Scarlett Johansson, Rebecca Hall, Chris Messina | Comèdia                |                                                 |
| 3 días                              | Francisco Javier Gutiérrez   | Víctor Clavijo, Mariana Cordero, Elvira de Armiñán, Antonio Dechent, Eduard Fernández, Sebastián Haro, Marilo Muñoz, Vicente Romero                                                      | Ciència-ficció         | Produïda per Antonio Banderas i Antonio Pérez.  |
| The Argentine                       | Steven Soderbergh            | Benicio del Toro, Benjamín Benítez, Julia Ormond, Catalina Sandino Moreno, Rodrigo Santoro, Elvira Mínguez, Unax Ugalde                                                                  | Biogràfica             | Produïda per Laura Bickford i Benicio del Toro. |
| Camino                              | Javier Fesser                | Carme Elías, Jordi Dauder, Nerea Camacho | Drama                  |                                                 |
| Sólo quiero caminar                 | Agustín Díaz Yanes           | Ariadna Gil, Diego Luna, Victoria Abril, Pilar López de Ayala, Elena Anaya | Drama                  |                                                 |
| La conjura de El Escorial           | Antonio del Real             | Jason Isaacs, Julia Ormond, Jordi Mollà, Joaquim de Almeida, Juanjo Puigcorbé | Drama històric         |                                                 |
| L'esperit del bosc                  | David Rubin                  | Anjelica Huston, Ron Perlman, Sean Astin, Giovanni Ribisi | Animació               |                                                 |
| Fuera de carta                      | Nacho G. Velilla             | Javier Cámara, Lola Dueñas, Fernando Tejero, Benjamín Vicuña, Chus Lampreave, Luis Varela                                                                                                | Comèdia                |                                                 |
| Marujas asesinas                    |                              | |                        |                                                 |
| El lince perdido                    | Raúl García & Manuel Sicilia | Abraham Aguilar, Beatriz Berciano, Carlos del Pino, Esperanza Pedreño, César Sarachu | Animació               |                                                 |
| Los muertos van deprisa             | Ángel de la Cruz             | Chete Lera, Neus Asensi, Manuel Manquiña, María Castro, Gonzalo Uriarte, Ernesto Chao, Berta Ojea, Antonio Durán 'Morris'                                                                | Comèdia                |                                                 |
| Una palabra tuya                    | Ángeles González Sinde       | Malena Alterio, Esperanza Pedreño, Antonio de la Torre Martín, Chiqui Fernández, María Alfonsa Rosso                                                                                     | Drama                  |                                                 |
| El patio de mi cárcel               | Belén Macías                 | Candela Peña, Verónica Echegui, Blanca Portillo, Ana Wagener, Ledicia Sola | Drama                  |                                                 |
| Pradolongo                          | Ignacio Villar               | Rubén Riós, Tamara Canosa, Roberto Porto, Mela Casal, Gonzalo Rei Chao, Antonio Mourelos                                                                                                 | Drama                  |                                                 |
| Pérez, el ratoncito de tus sueños 2 | Andrés G. Schaer             | Manuel Manquiña, Manuela Velasco | Animació               |                                                 |
| Rivales                             | Fernando Colomo              | Ernesto Alterio, Santi Millán, Goya Toledo, María Pujalte, Jorge Sanz, Rosa María Sardá                                                                                                  |                        |                                                 |
| Sangre de mayo                      | José Luis Garci              | Quim Gutiérrez, Paula Echevarría, Manuel Galiana, Tina Sáinz, Fernando Guillén Cuervo, Fernando Guillén, Lucía Jiménez, Carlos Larrañaga, Natalia Millán, Miguel Rellán, Manuela Velasco | Drama històric         |                                                 |
| Santos                              | Nicolás López                | Javier Gutiérrez, Elsa Pataky, Leonardo Sbaraglia, Guillermo Toledo | Aventura               |                                                 |
| El vestido                          | Paula de Luque               | Isabel Blanco, Eduard Fernández, Antonella Costa, Paloma Coscia | Drama                  |                                                 |
| Eskalofrío                          | Isidro Ortiz                 | Junio Valverde, Blanca Suárez, Jimmy Barnatán, Mar Sodupe, Francesc Orella | Horror, thriller       |                                                 |